# Prostemmiulus venustus
Prostemmiulus venustus är en mångfotingart som beskrevs av Loomis 1936. Prostemmiulus venustus ingår i släktet Prostemmiulus och familjen Stemmiulidae. Inga underarter finns listade i Catalogue of Life.